# Yeke Nidun
Yeke Nidun (780 circa) è stato un condottiero mongolo e sovrano dell'Impero, nonché diretto progenitore della futura stirpe reale di Gengis Khan.

## Vita
Fu un Khan dei Mongoli. Di lui poco è noto.
Era figlio di Sali Kachau Khan e nipote di Aujun Boroul Khan.

## Discendenze
Il primo dei suoi figli fu Sam Sochi Khan, padre di Karchu Khan (poi padre di Borjigidai). Tra i suoi discendenti diretti c'e', oltre a Gengis Khan, anche Tamerlano.